# Wapień z Solnhofen

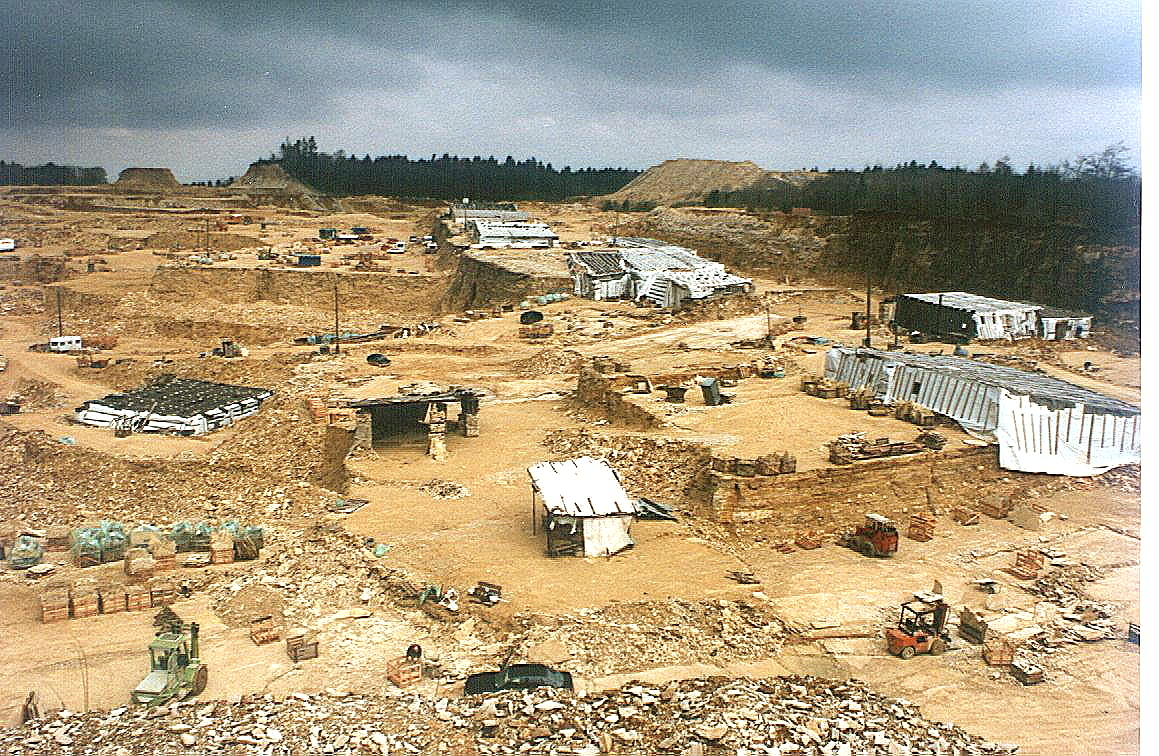
Kamieniołom w Solnhofen

Wapień z Solnhofen także Solnhofener Plattenkalk (dosł. solnhofeński wapień płytowy) lub Formacja Solnhofen (niem. Solnhofen-Formation) – pokłady późnojurajskich wapieni płytowych i Fossillagerstätte na południu Jury Frankońskiej w południowych Niemczech, charakteryzujące się bogactwem wyjątkowo dobrze zachowanych skamieniałości z piętra tytonu datowanego na czas od 152,1 ± 0,9 do 145,0 mln lat temu, m.in. liliowców, amonitów, ryb i skorupiaków. Znaleziono tu także szczątki Archaeopteryx.

## Etymologia
Nazwa pochodzi od nazwy miejscowości Solnhofen położonej na południu Jury Frankońskiej w południowych Niemczech, w której pobliżu znajdują się pokłady skał. Historycznie stosowana była również nazwa „łupki solenhofeńskie” (niem. „Solenhofener Schiefer), która współcześnie została zastąpiona nazwą „wapień z Solnhofen”. 
W języku angielskim stosowane są nazwy Solnhofen Limestone i Solnhofen Plattenkalk , a w niemieckim Solnhofener Plattenkalk. 

## Geologia

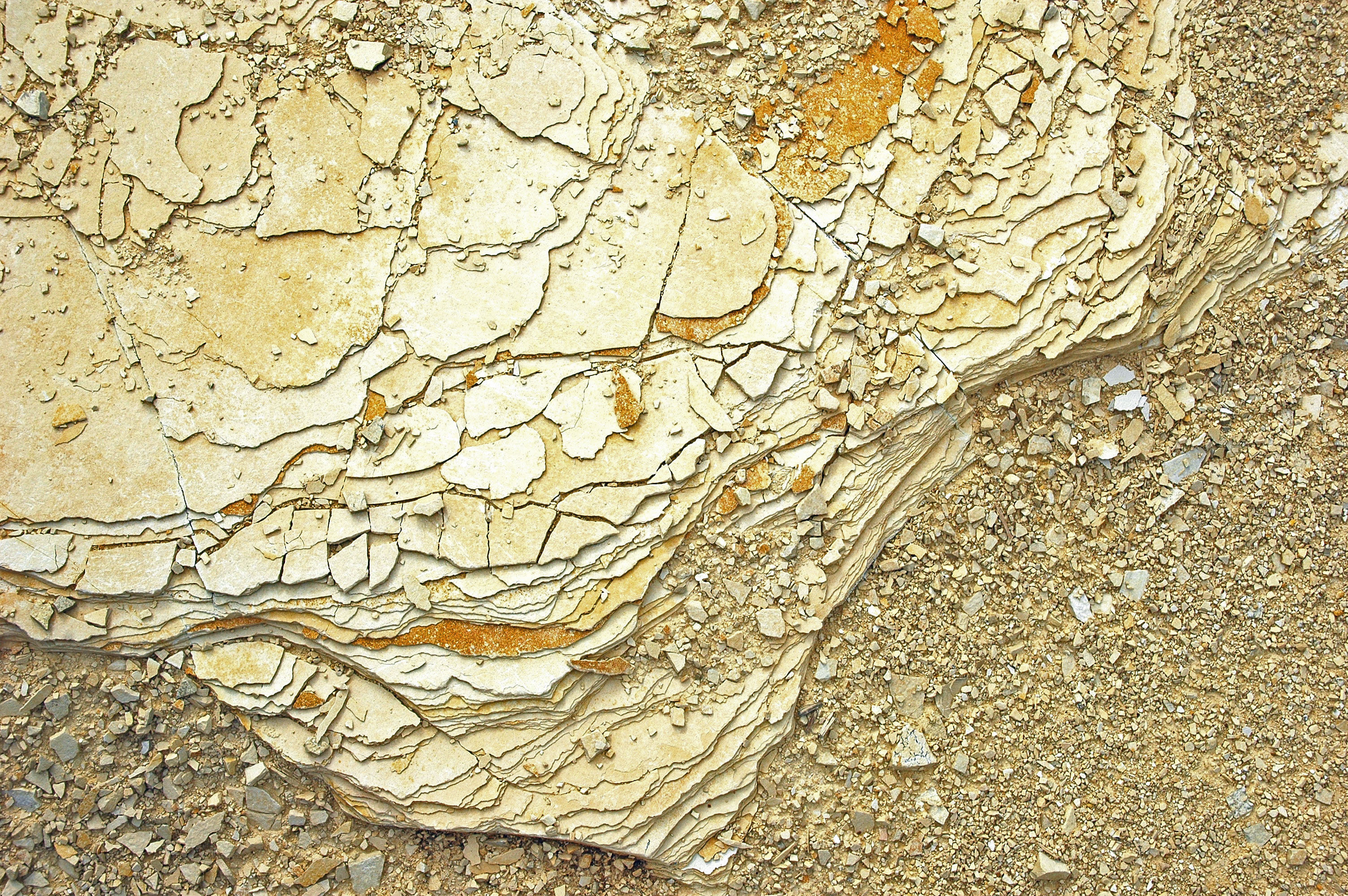
Wapień płytowy z okolic Solnhofen

Solnhofen znajduje się na południu Jury Frankońskiej złożonej z płaskowyżu i wzgórz zbudowanych ze skał jurajskich, które na południowym wschodzie przykryte są utworami  trzeciorzędowymi. Od północy Jura Frankońska graniczy z Basenem Germańskim wypełnionym utworami triasowymi. 
W epoce jury późnej współczesne południowe Niemcy pokrywały wody płytkiego ciepłego morza, w których utworzyła się platforma węglanowa  – obszar intensywnej sedymentacji osadów węglanowych . W okresie dolnej jury powstały tu liczne laguny i rafy koralowe . Początkowo z bioherm gąbkowych powstała zwarta bariera na południu i wschodzie regionu, a na północy rozwijała się platforma węglanowa. Kiedy poziom wód opadał, biohermy zaczęły się rozrastać i podzieliły platformę węglanową na wiele lagun. 
Przy półsuchym klimacie i braku zasilania wodami rzecznymi doszło do rozwarstwienia gęstościowego wód oraz powstania przy dnie warunków hypersalinarnych i beztlenowych . Zwierzęta żyły jedynie w wodach pelagialnych, a rzadki bentos tworzyły osobniki przyniesione przez sztormy z raf . W okresie tytonu, datowanego od 152,1 ± 0,9 do 145,0 mln lat temu, zaszły procesy sedymentacyjne. Obszary rafy koralowej zbudowały wapienie i dolomity, a w lagunach o niedotlenionych wodach przydennych wytworzyły się wapienie płytowe . Pod koniec jury wody morza Tetydy opadły, osady zostały odkryte i wystawione na działalność żywiołów do późnej kredy. Na przełomie turonu i cenomanu obszar ponownie został zalany wodami morza. Od ustąpienia wód do czasów współczesnych skały poddawane są erozji. 
Powstała Formacja Solnhofen jest częścią większej jednostki litostratygraficznej – Grupy Altmühl złożonej z Formacji Geisental, Formacji Solnhofen i Formacji Mörnsheim. Dzieli się na Dolny Plattenkalk i Górny Plattenkalk. Jej miąższość wynosi od 27,8 m w Schernfeld do 59,9 m w Solnhofen. 
Wapień płytowy z okolic Solnhofen charakteryzuje się dużą twardością, drobnoziarnistością i jasną barwą, i daje się łupać na cienkie płytki. Zbudowany jest przede wszystkim z mikrytu i niewielkich ilości mikrosparytu.

## Paleontologia

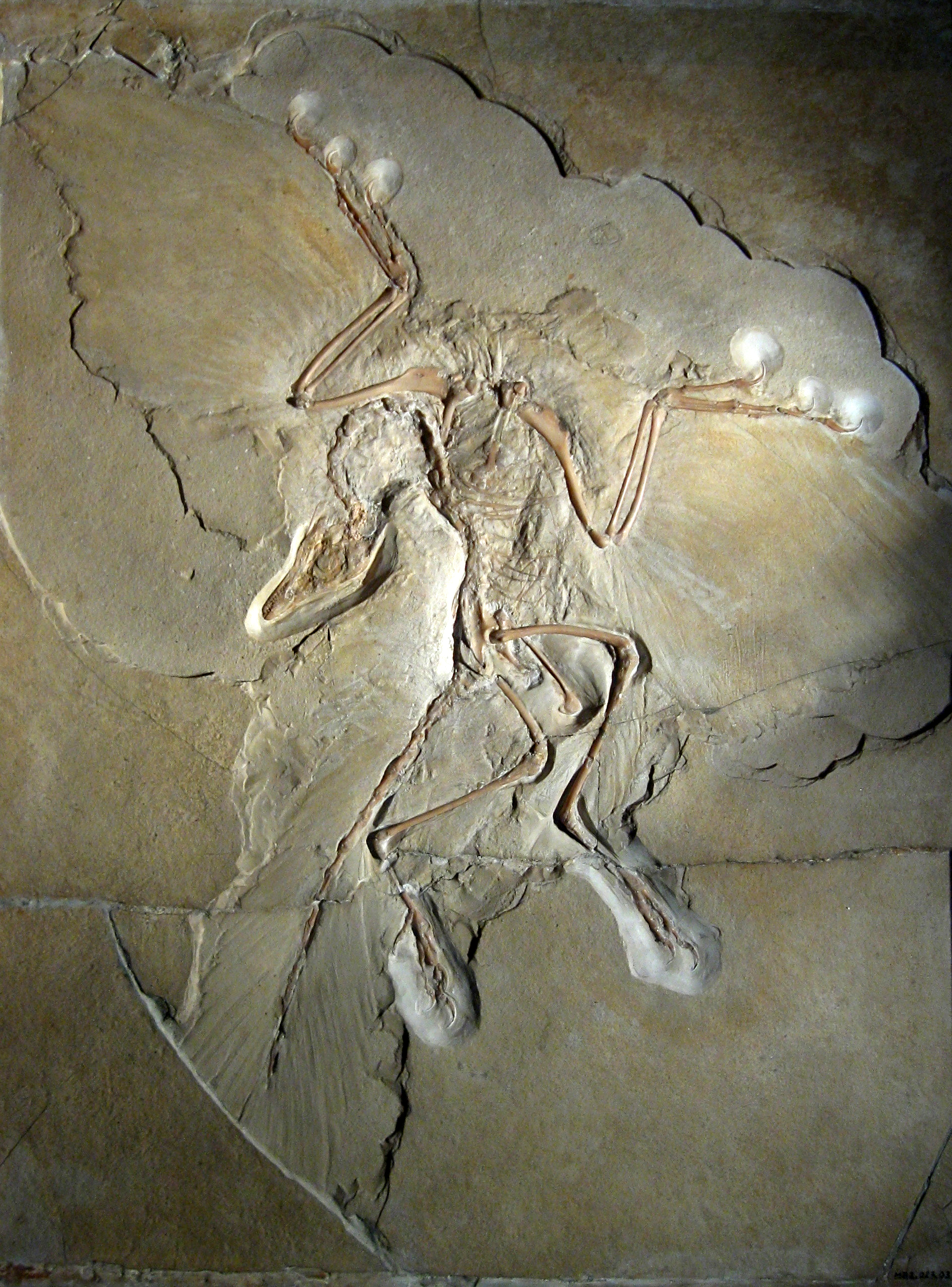
Archaeopteryx lithographica (1877), Muzeum Historii Naturalnej w Berlinie

Wapień z Solnhofen skrywa skamieniałości z piętra tytonu , datowanego na okres od 152,1 ± 0,9 do 145,0 mln lat temu. W wapieniach odkryto ponad 750 gatunków skamieniałych roślin i zwierząt, m.in. liliowców, amonitów, ryb i skorupiaków . Znaleziono wyjątkowo dobrze zachowane organizmy bezszkieletowe (meduzy, kałamarnice) i owady . Skamieniałości zachowały się wyjątkowo dobrze dzięki specyficznym warunkom abiotycznym na dnie zbiornika, gdzie osadzały się szczątki oraz szybkiemu ich przykrywaniu przez drobny muł węglanowy w czasie sztormów . 
W 1861 roku znaleziono tu pióro, które w 1861 roku zbadał niemiecki paleontolog Hermann von Meyer (1801–1869) i przypisał zwierzęciu nazwanemu przez siebie Archaeopteryx lithographica . Pierwszy szkielet Archaeopteryxa został znaleziony rok później, a kolejny w 1877 roku – został on zakupiony przez Muzeum Historii Naturalnej w Berlinie. 
Szczególnie różnorodną grupę skamieniałości odkrytych w wapieniach solnhofeńskich są ryby. Znaleziono tu skamieniałości rekinów z rodzajów Palaeoscyllium, Pseudorhina, Galeoidea i Protospinax, zrosłogłowych z rodzaju Ischyodus, promieniopłetwych z rodzaju Lepidotes, Gyronchus, Caturus, Aspidorhynus i Pachytrisops, mięśniopłetwych z rodzaju Coccoderma. 
Wśród skamieniałości w Solnhofen znajdują się również szczątki żółwi z rodzaju Eurysternum, krokodyli z rodzaju Alligatorellus, Steneosaurus i Geosaurus, a także ichtiozaura Macropterygiusa, kompsognata i pterozaurów z rodzaju Rhamphorhynchus, Pterodactylus i  Ctenochasma.

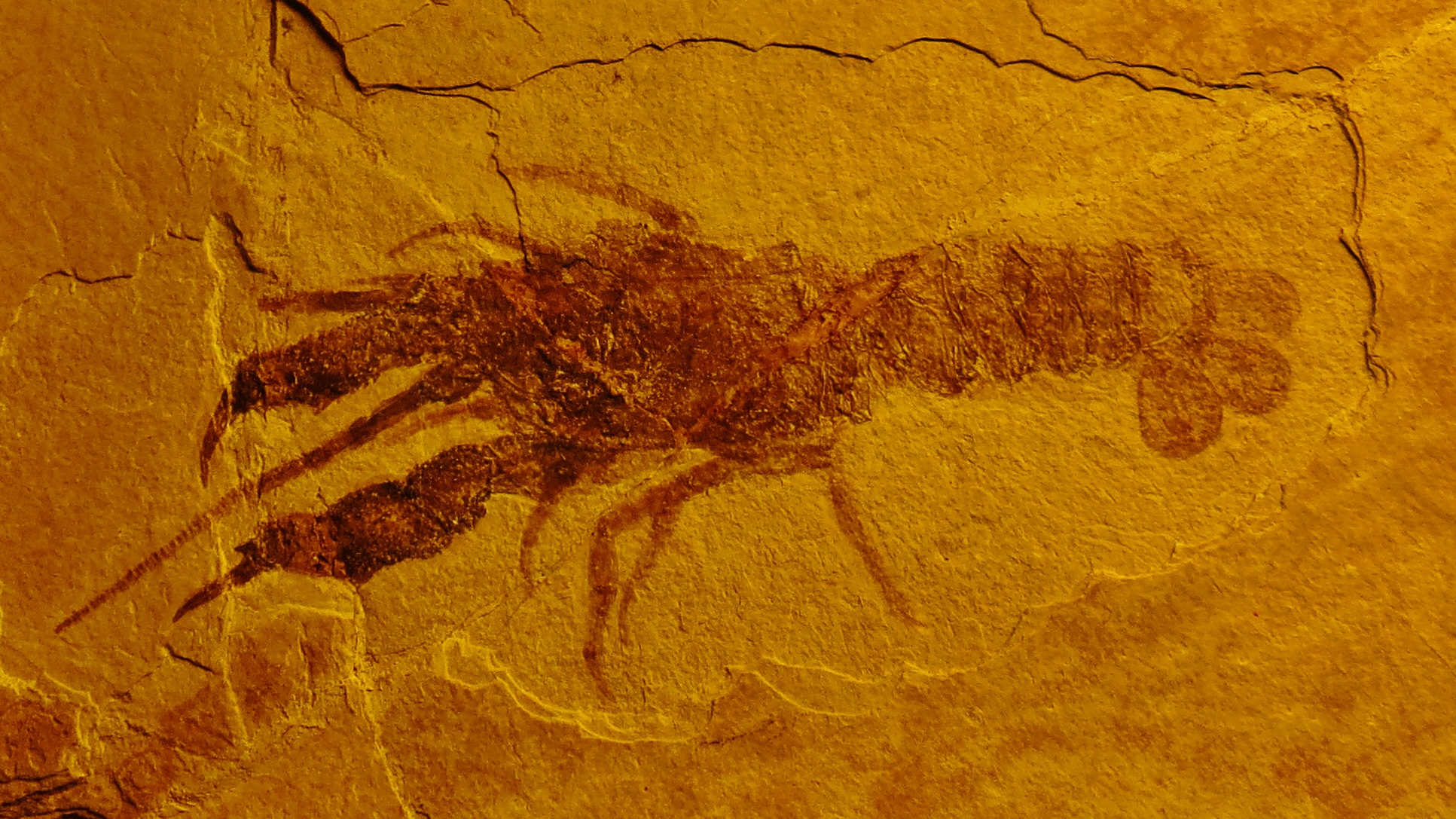
Gigacerina saemanni
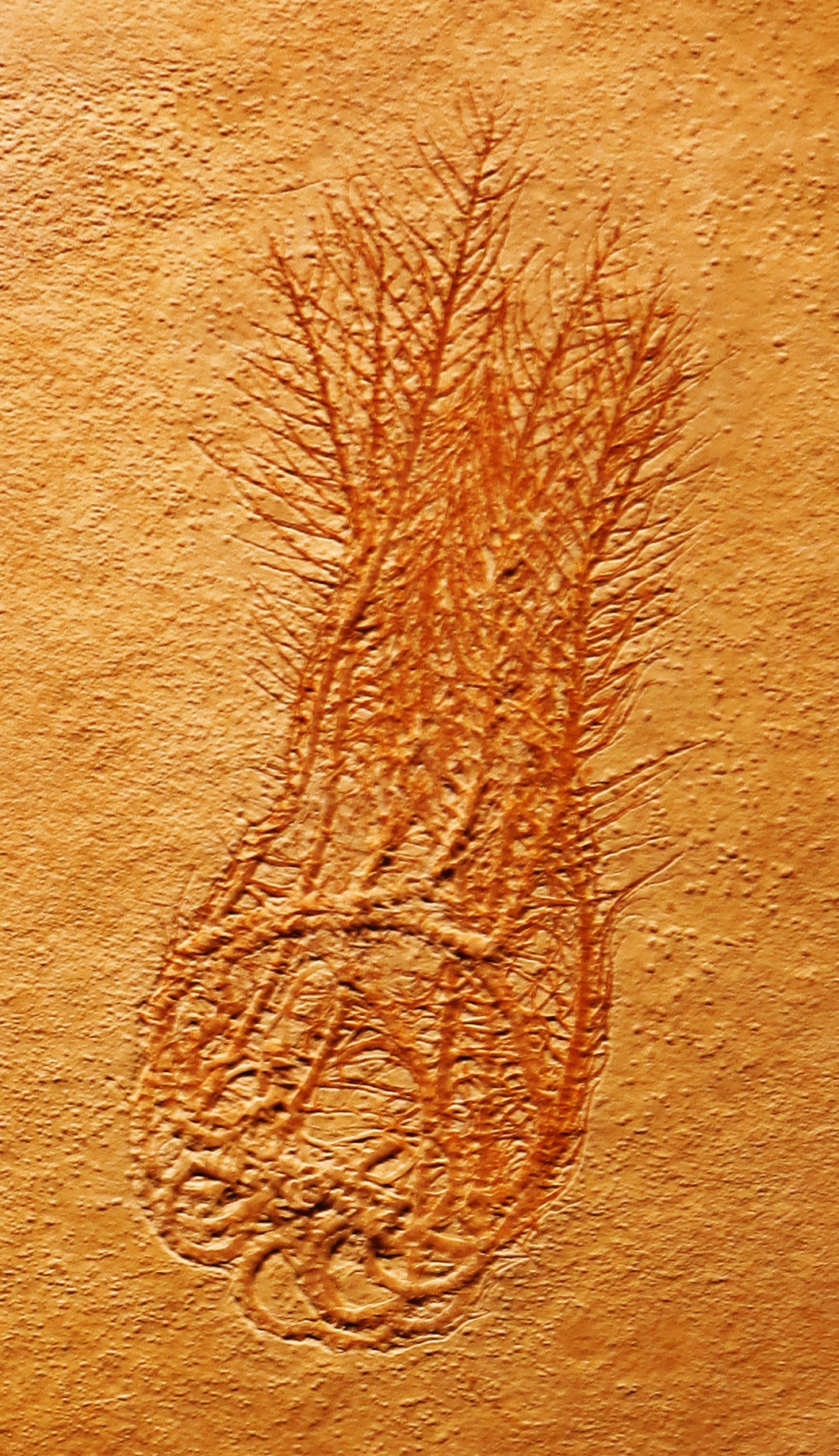
Pterocoma pennata
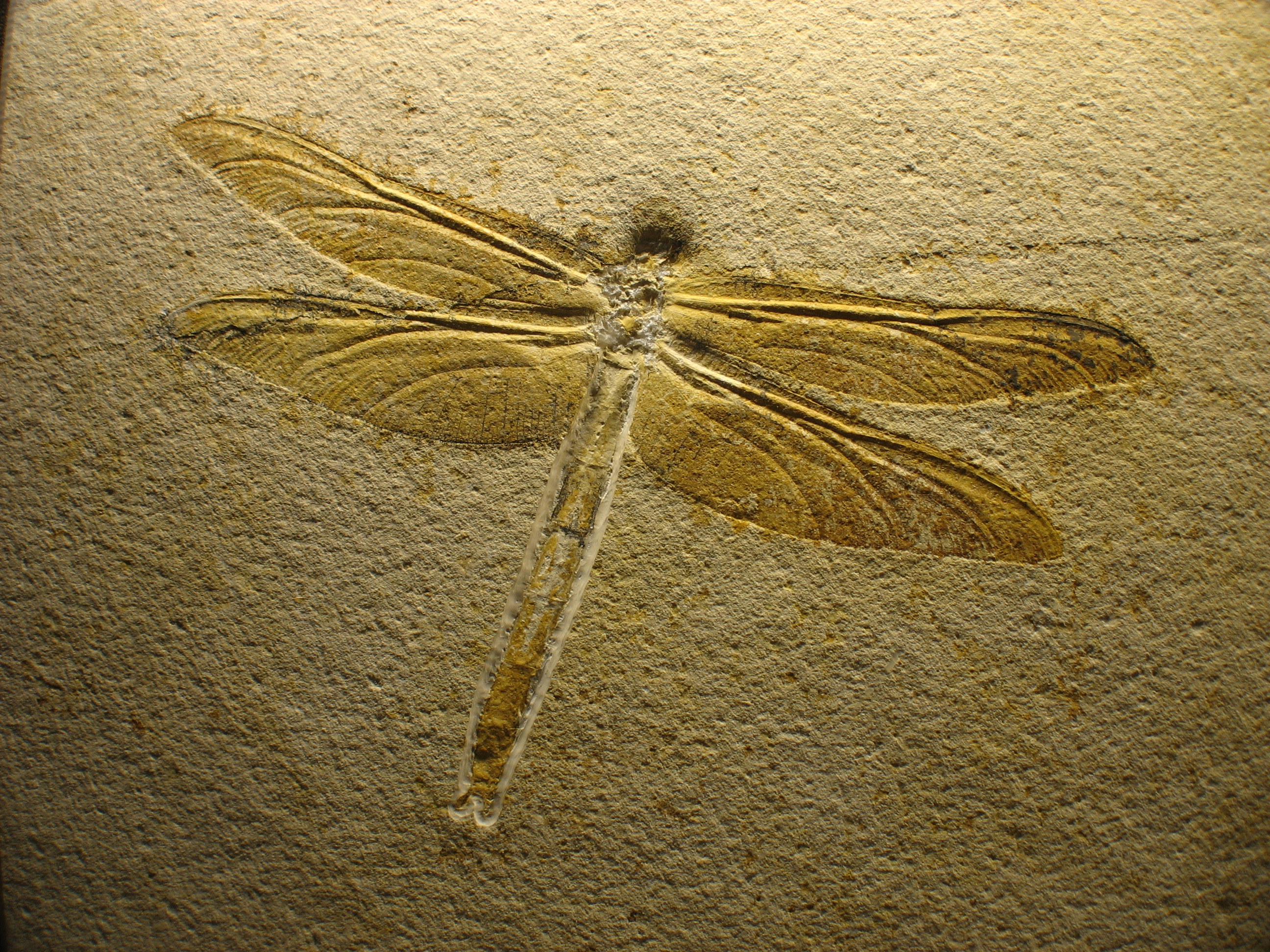
Cymatophlebia longialata
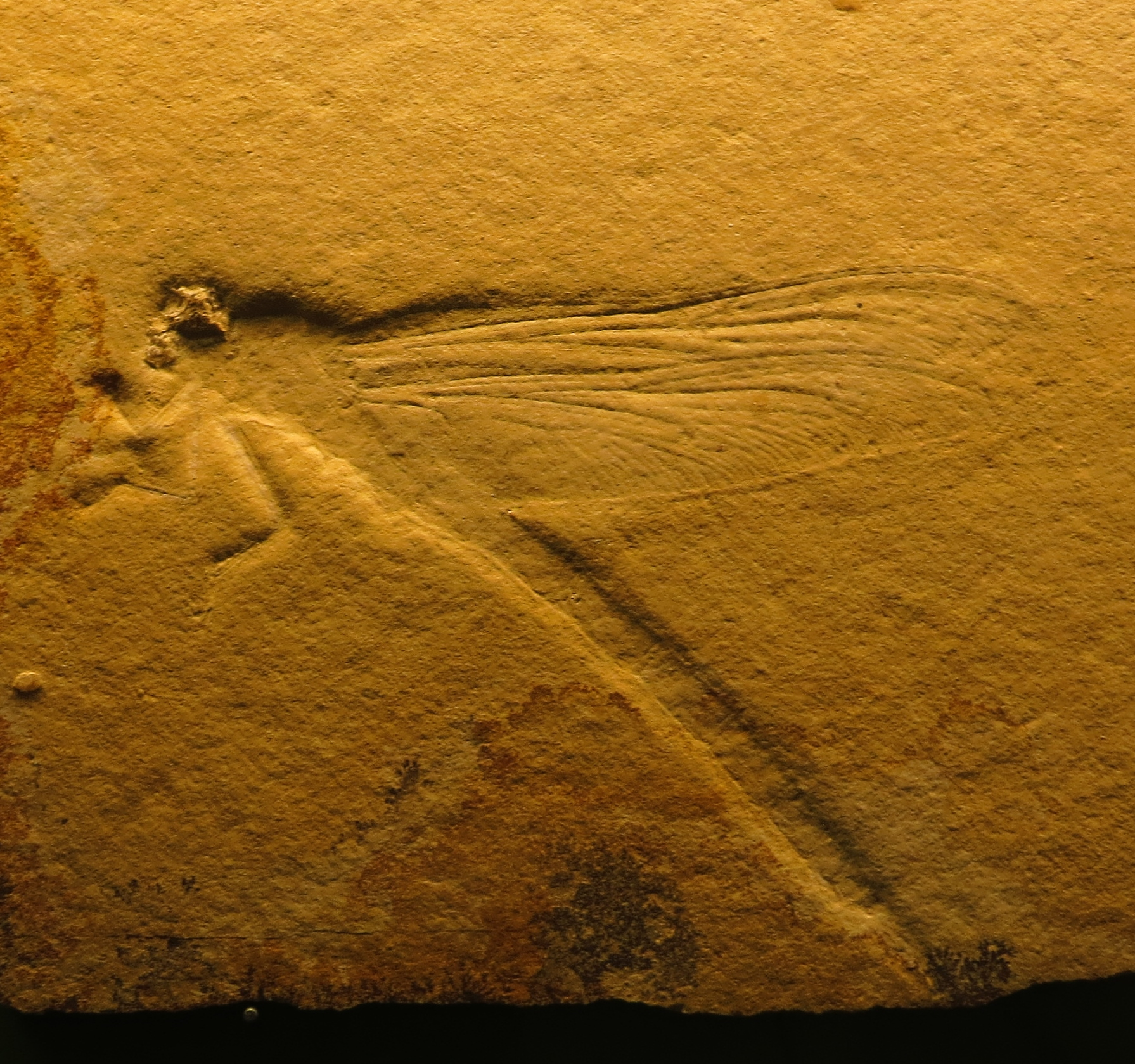
Anisophlebia
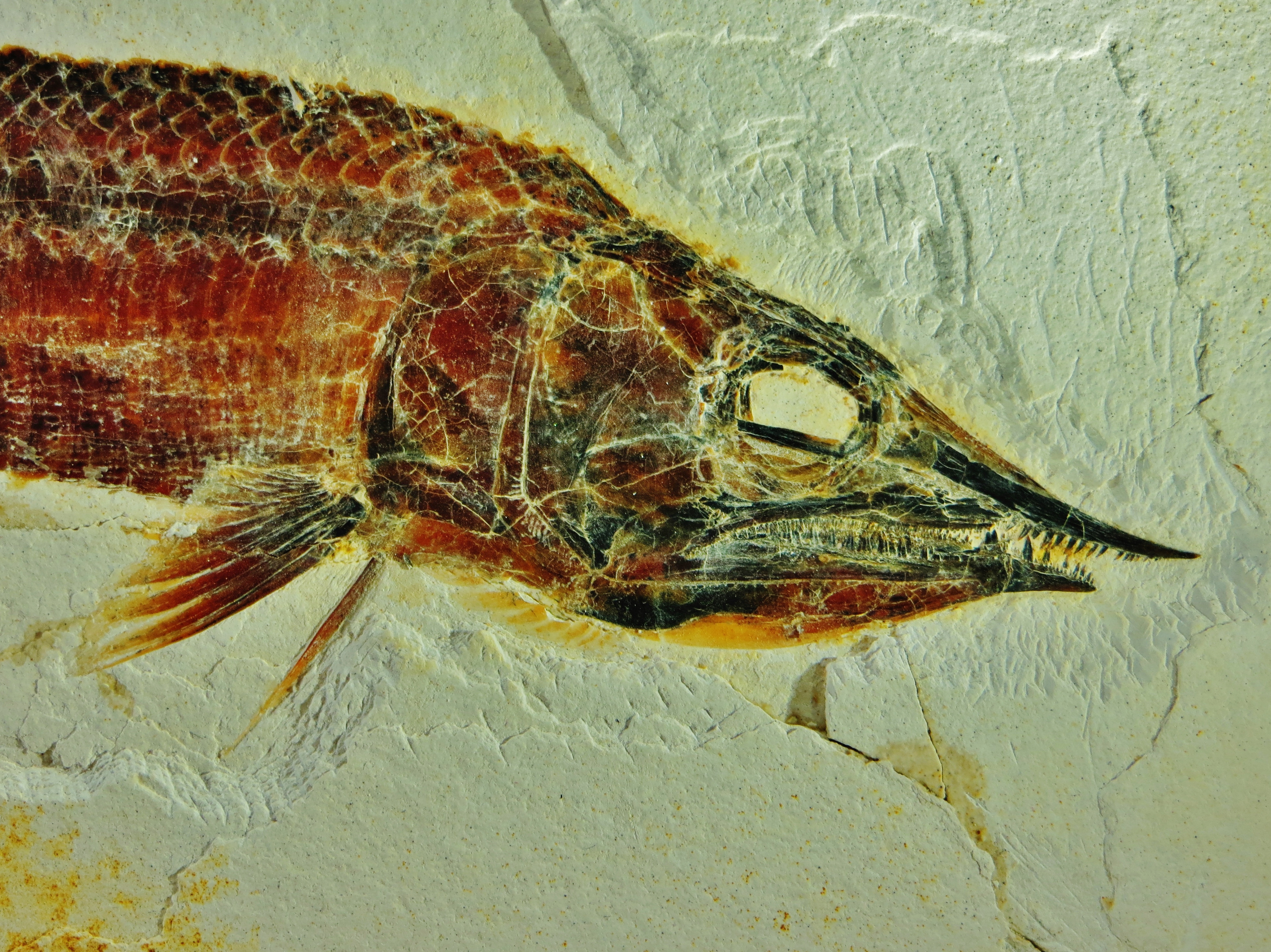
Aspidorhynchus sanzenbacher
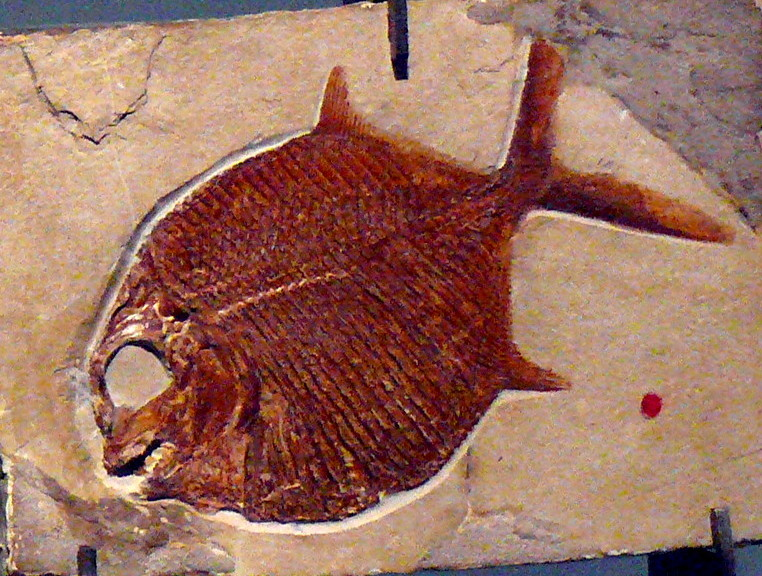
Gyrodus hexagonus
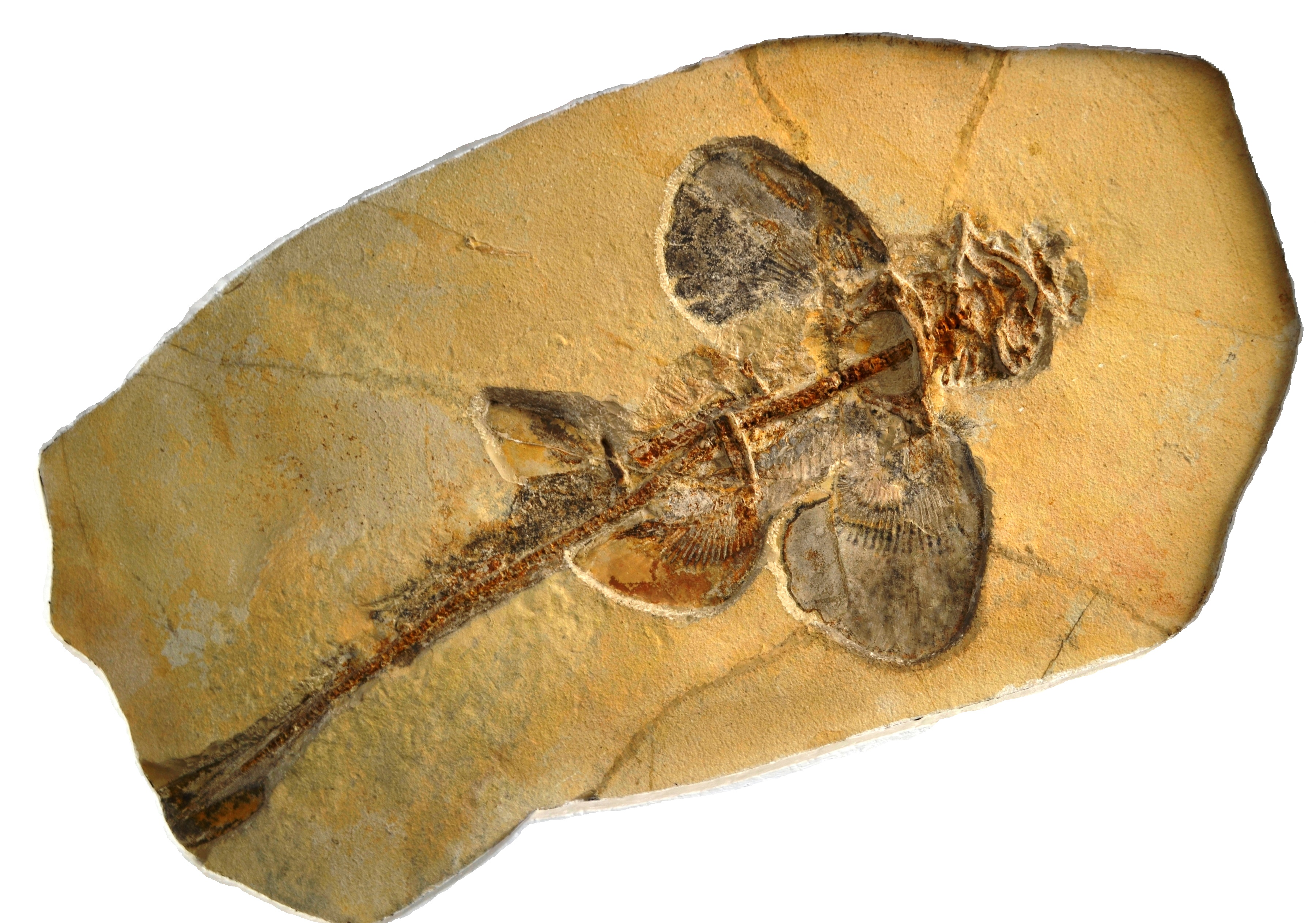
Protospinax annectens
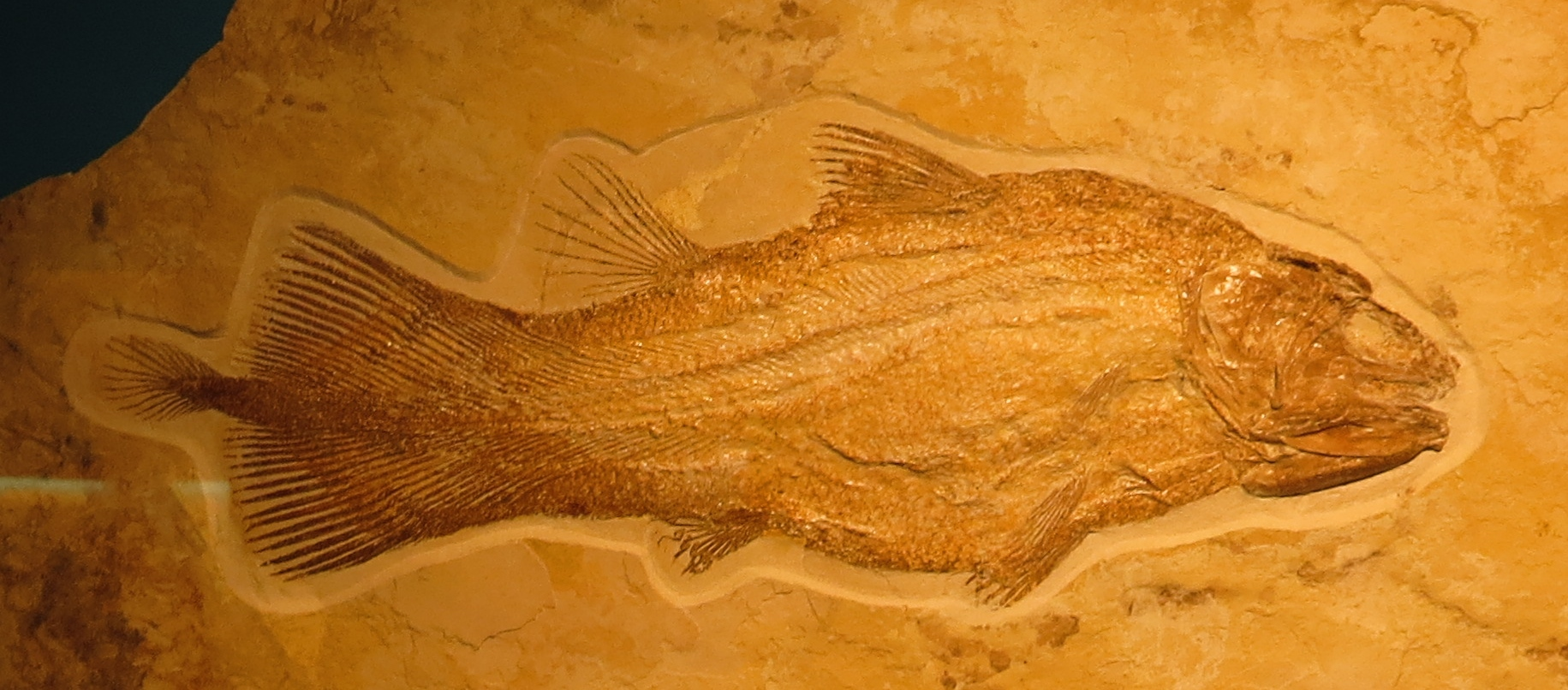
Coccoderma
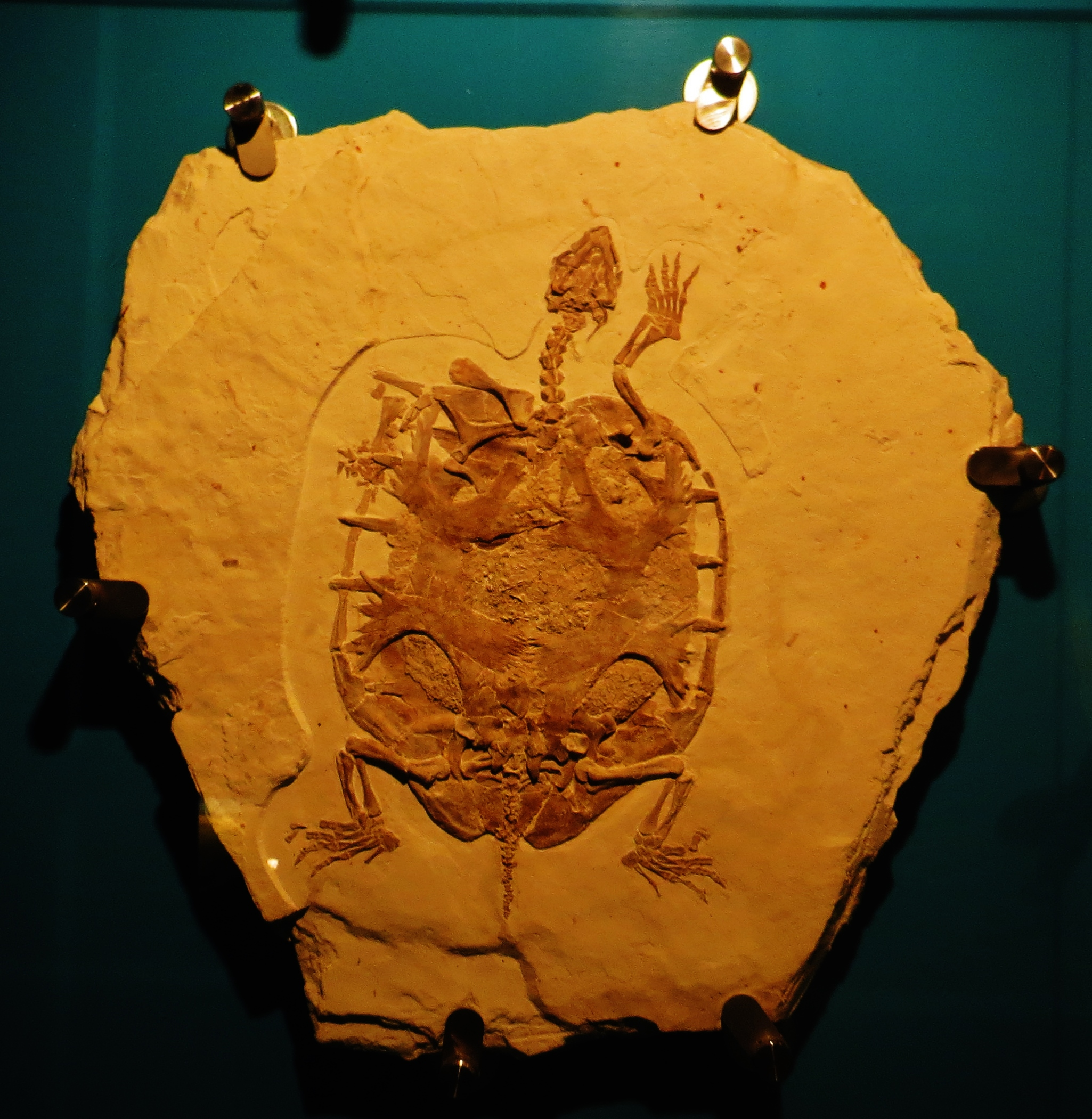
Eurysternum
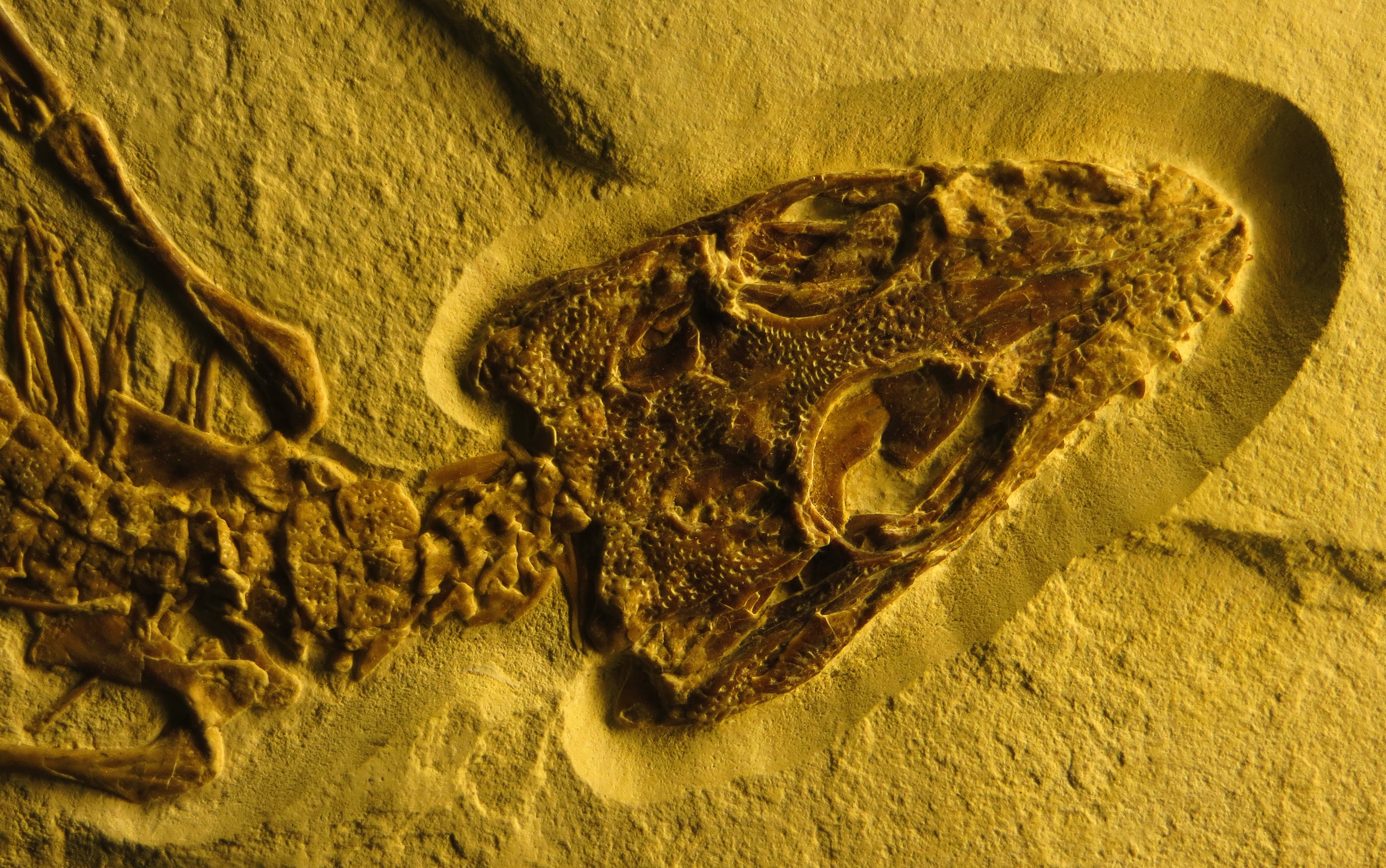
Alligatorellus
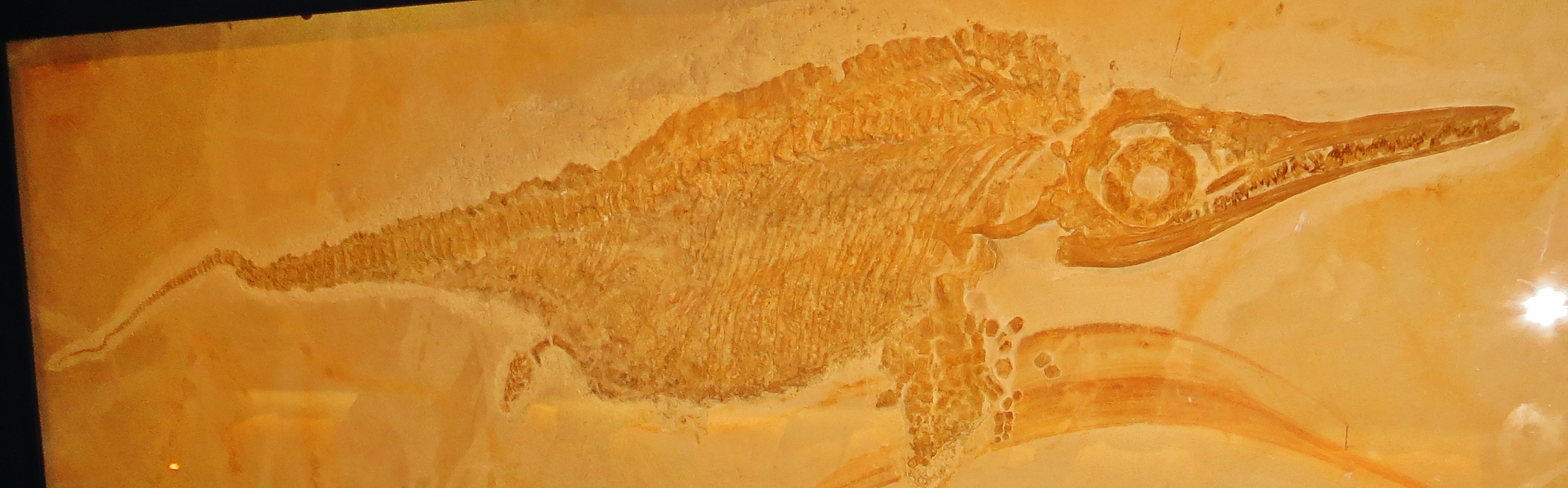
Ichtiozaur
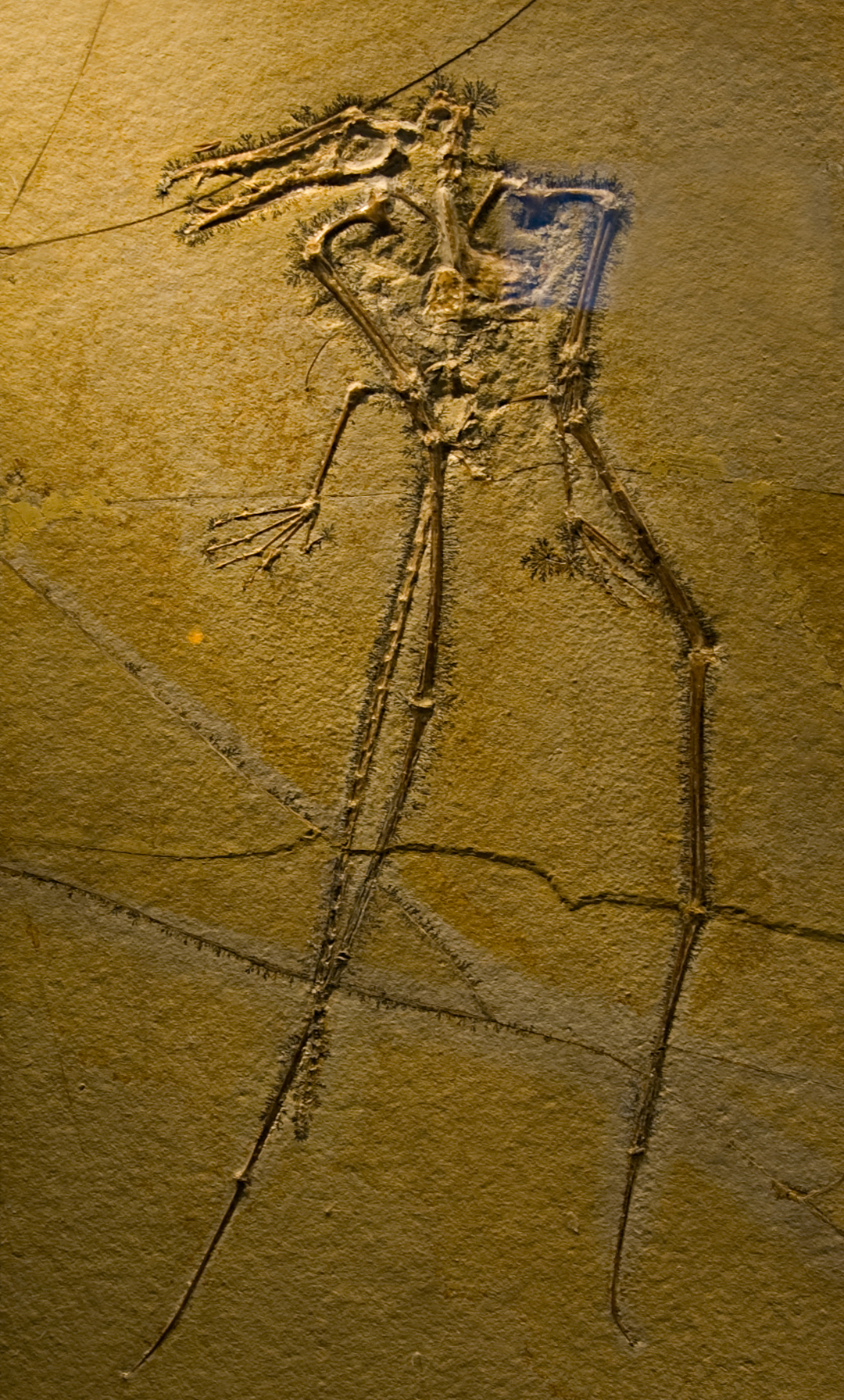
Rhamphorhynchus muensteri

## Wydobycie

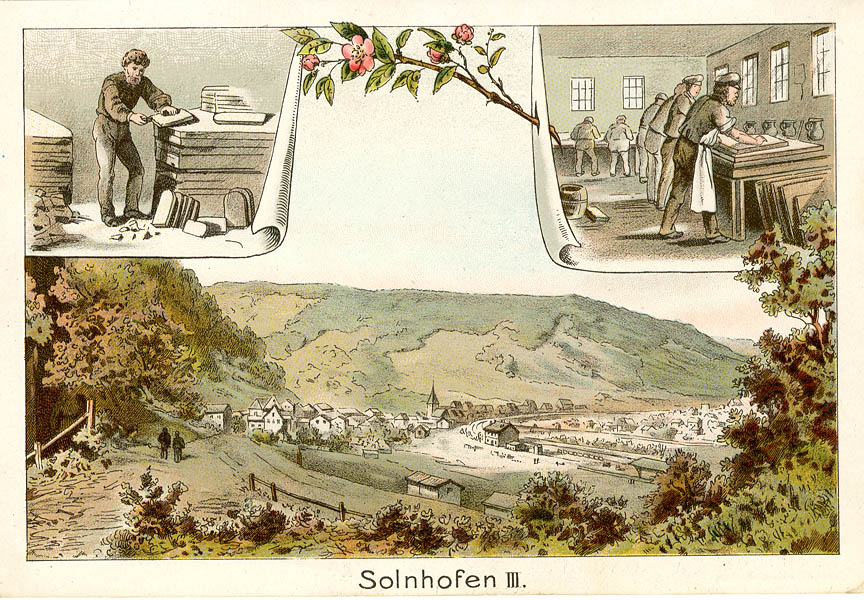
Litografia przedstawiająca produkcję płyt do litografii w Solnhofen (XIX w.)

Wapień solnhofeński od lat wykorzystywany jest w budownictwie i litografii . 
Wydobywany był już w czasach rzymskich i stosowany jako materiał budowlany , m.in. do budowy warowni wzdłuż północnej granicy cesarstwa, i jako materiał wykończeniowy, m.in. w łaźniach. W okresie średniowiecza służył przede wszystkim jako kamień podłogowy i do krycia dachów. Był również eksportowany, m.in. płytki wapienne z Solnhofen zostały użyte w mozaice podłogowej w kościele Mądrości Bożej w Konstantynopolu. W XVI–XVII w. używany był do produkcji nagrobków i tablic pamiątkowych.    
Po wynalezieniu w 1798 roku litografii wapień solnhofeński zaczął być stosowany przez litografów.
Wapień solnhofeński wydobywany jest do tej pory w tradycyjnych kamieniołomach. 